# La Dispersión
En el universo de Dune, escrita por Frank Herbert, La dispersión es un concepto argumental que pertenece a los tres últimos libros de la saga.

## Argumento
Tras la muerte del Dios Emperador, el imperio se torna vulnerable, la hambruna (con este concepto se define la desaparición de la melange) y el caos político comienzan a asolar el Universo Conocido, por lo que millares de personas deciden huir hacia el universo no conocido (podría decirse "la parte oscura de éste"), con la esperanza de encontrar la solución de la hambruna en el desalojo y la colonización de nuevos mundos.
Uno de los propósitos de la Senda de Oro del Dios Emperador es determinante en La Dispersión: la paz forzosa durante 3500 años (similar a la Pax Romana de una era muy muy anterior), el estancamiento del comercio y un menor número de viajes interplanetarios, fuerzan a los humanos a sentirse encerrados en sus planetas. Esto aviva la llama de la libertad, la curiosidad, la inventiva y en general, las ansias de nuevos estímulos para la humanidad. El Dios Emperador forzó una situación de atonía en la humanidad, para que ésta reaccionara de forma opuesta, demandando nuevas experiencias y que así recuperara la curiosidad que siempre había caracterizado a la especie humana.
Junto con los millones de personas que parten hacia el universo aún sin explorar, marchan Habladoras Pez y agentes de muchas de las escuelas de adiestramiento, entre ellas la Bene Gesserit y la Bene Tleilax.
Sin embargo, muchos de ellos parten en No naves, por lo que desaparecen durante unos 1500 de años. Nadie supo que ocurrió durante la dispersión: pérdida de comunicación, ceguera ante el oráculo por la falta de la especia, saltos temporales, o simplemente la sangre de Siona Atreides; nadie supo nunca el destino de estos miles de millones de personas que huyeron del antiguo imperio.
Que gran sorpresa se llevarían los habitantes del antiguo imperio, cuando 1500 años después recibiesen las primeras señales de la gente de la dispersión. 
- Datos: Q5963192